# Nicolau Casaus
Nicolau Casaus de la Fuente i Jené (12 de febrero de 1913 - 8 de agosto de 2007) fue vicepresidente del Fútbol Club Barcelona entre 1978 y 2003.

## Biografía
Nacido en 1913 en Mendoza, Argentina, de padre sevillano y madre leridana. A los cinco años se trasladó con su familia a Igualada (España).
Desde pequeño se convirtió en un activo seguidor del F. C. Barcelona, siendo el fundador de la peña Germanor (en español: Hermandad). Durante la guerra civil española fue un activista comprometido en la defensa del catalanismo y la República, dirigiendo la revista "Horitzons" (en español: Horizontes)  y, tras el conflicto, fue detenido acusado de "rojo, separatista y auxilio a la rebelión". Por estos cargos llegó a ser condenado a muerte, aunque finalmente permaneció cinco años en prisión.
Tras su libertad, regentó el negocio textil familiar con la ayuda de su gran amigo, el exfutbolista Josep Samitier. Siguió asimismo vinculado al movimiento peñista, presidiendo la Penya Solera durante casi dos décadas. En 1965 se presentó por primera vez a las elecciones del club. Y aunque no entró a formar parte de la directiva del club, el presidente ganador, Narcís de Carreras, le autorizó como representante oficial del club entre las peñas, dado su gran carisma entre la masa social del Barcelona.
Tras ejercer la oposición durante los mandatos de Enric Llaudet (1961-1968) y Agustí Montal (1969-1977), en 1978 se presentó nuevamente a las elecciones a la presidencia del club. José Luis Núñez se impuso en los comicios con 10.352 votos, por 9.527 de Ferran Ariño y 6.202 de Casaus. Y aunque en la campaña electoral había prometido lo contrario, acabó aceptando una propuesta de Núñez para entrar en su junta como vicepresidente y responsable del área social.

### Vicepresidente del F. C. Barcelona
Durante los veinte años que desempeñó el cargo de vicepresidente, se convirtió en la cara visible del F. C. Barcelona, tanto en los actos entre peñistas y socios como en los viajes oficiales, donde acudía en representación del club en lugar del presidente Núñez, quien siempre declinó esta responsabilidad. 
En junio de 1985 fue el encargado de colocar la primera piedra de la maqueta del Camp Nou y del Mini Estadi en Cataluña en Miniatura, parque temático que había sido inaugurado dos años antes.
Casaus se ganó un gran cariño y admiración tanto entre los seguidores barcelonistas como del resto de equipos por su elegancia y caballerosidad.[cita requerida] Como prueba, durante su vida recibió numerosos reconocimientos, entre los que destaca la Medalla al Mérito Deportivo y la distinción de Forjadors de la Història Esportiva de Catalunya que recibió de manos del presidente de la Generalidad de Cataluña, Jordi Pujol, en 1995.
Dejó la vicepresidencia del F. C. Barcelona en 1999, siendo nombrado Presidente honorífico del Área Social. El 13 de junio de 1999 recibió un homenaje en el Camp Nou, en el que participaron cerca de 600 peñas. Se le obsequió con un busto de bronce que actualmente está expuesto en el Museo del Fútbol Club Barcelona. Aun así, siguió acudiendo a su despacho en las oficinas del club hasta que en 2003 la llegada de Joan Laporta a la presidencia [cita requerida] y su estado de salud le llevaron a dejar la vida pública. Poco antes, el presidente Joan Gaspart había designado a Casaus como vicepresidente de Honor vitalicio de la entidad. Falleció en su casa de Barcelona a los 94 años de edad,debido al progresivo deterioro de su salud , el 8 de agosto de 2007.